# Museo del ferrocarril de Nairobi
El Museo del ferrocarril de Nairobi (en inglés: Nairobi Railway Museum) es un museo ferroviario en Nairobi, en el país africano de Kenia, junto a la estación de tren de Nairobi. Contiene exhibiciones del extinto Ferrocarril del Este de África. Fue inaugurado en 1971 por los Ferrocarriles del Este de África y la Corporación de Puertos. Es gestionado por Kenya Railways (Ferrocarriles de Kenia). El museo ha mantenido su conexión ferroviaria, por lo que está en condiciones de conservar de modo eficiente las piezas del museo para mantenimiento, etc. También permite que las adiciones a la colección se coloquen fácilmente en su lugar.